# Omo (rzeka)
Omo – jedna z największych rzek w Etiopii. Rozpoczyna bieg na Wyżynie Abisyńskiej w środkowej części kraju a kończy wpadając do jeziora Turkana u zbiegu granic z Kenią i Sudanem. Do jej dopływów należą m.in.: Gibe, Mago i Gojeb. 
Ma 760 km długości, są na niej liczne progi wodne, m.in. wodospady Kokobi. Żeglowna tylko na krótkim odcinku ze względu na wartki nurt.

## Stanowiska archeologiczne
Basen rzeki Omo jest ważny ze względów antropologiczno-archeologicznych i geologicznych. W jej dolinie (wpisanej na Listę Światowego Dziedzictwa Kultury i Przyrody UNESCO) znaleziono skamieniałe szczątki kopalnych hominidów (australopitek, Homo habilis, Homo erectus), a także świadectwa pradawnej kultury materialnej — prymitywne narzędzia kultury olduwajskiej.

## Park narodowy

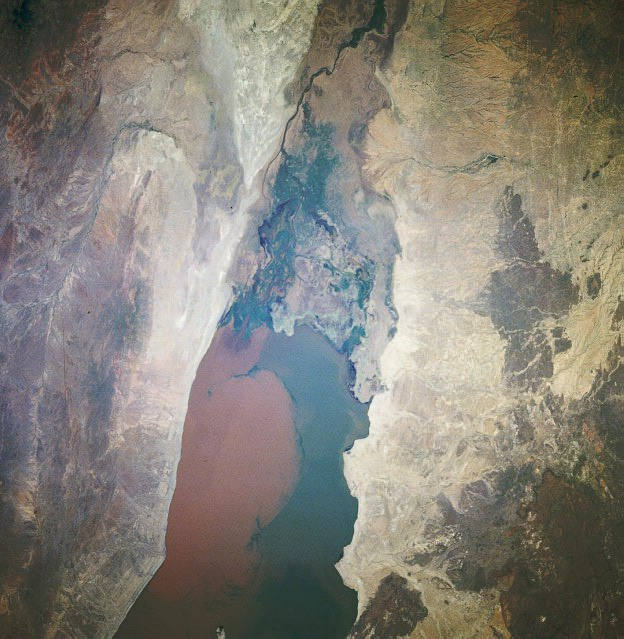
Omo wpływające do jeziora Turkana, sierpień 1995

W dolinie rzeki Omo zlokalizowany jest także Park Narodowy Omo, obejmujący teren o powierzchni 4068 km² na zachodnim brzegu, ok. 870 km na południowy zachód od Addis Abeby. Na terenie parku znajdują się wspomniane wyżej stanowiska archeologiczne.